# Такахаси, Кохатиро
Кохатиро Такахаси (яп. 高橋幸八郎 такахаси кохатиро:) — японский историк, профессор Токийского университета, а затем университетов Васэда и Сока, председатель Национального комитета историков Японии. Такахаси — автор фундаментальных трудов: «Исследования об историческом формировании современного общества» (Токио, 1974); «Структура революционной буржуазии» (Токио, 1950). Он принадлежал к «французскому» направлению японской историографии, которое объединяло историков либеральных и радикальных взглядов, проявлявших особый интерес к истории Французской буржуазной революции XVIII века и сопоставлению её с Реставрацией Мэйдзи в Японии второй половины XIX века.
Его научные интересы сформировалось в то время, когда в обстановке подъёма радикально-демократического и рабочего движения в Японии после её поражения во Второй мировой войне, проведения прогрессивных социально-политических реформ «французское» направление японской историографии обрело «второе дыхание». Снова возрос интерес к истории европейских буржуазных революций, особенно французской, стало сказываться влияние марксизма. Работы Такахаси данного периода отразили эти тенденции. В 1952—1953 гг. Такахаси два года провел в Париже. Там он занимался историей французской революции в её сравнительном сопоставлении с реставрацией Мэйдзи, синтез которых был им сформулирован в статье «Место Реставрации Мэйдзи в аграрной истории Японии».
С 1960 по 1975 год он был членом бюро Международного комитета исторических наук, регулярно участвовал в работе многих конгрессов Международного комитета экономической истории. Такахаси поддерживал хорошие связи с советскими историками, был организатором и участником ряда двусторонних коллоквиумов историков СССР и Японии.